# Rio Narew
O rio Narew é um rio que nasce no oeste da Bielorrússia, entra no território polônes e desagua no Vístula. Possui 484 km de extensão, sendo 448 km em território polonês. A sua bacia hidrográfica possui 75 175 km², sendo 53 873 km² dentro da Polônia.